# 李斯特退休年金
李斯特退休年金（德語：Riester-Rente）是德国的一种通过国家津贴和特别支出抵扣资助的私人退休年金计划。国家的资助是通过2002年《德国养老金储蓄法》（AVmG）引入，并在《德国所得税法》（EStG）中有所规定。
“李斯特退休年金”这个名称源自瓦尔特·里斯特，他作为当时的德国聯邦勞動及社會事務部部长，制定了通过退休补贴促进自愿养老储蓄的政策。制定这一政策的背景是2000至2001年間对法定退休保险的改革，这次改革将一个典型的缴纳了45年社会保险的标准退休金领取者的净退休金水平从70%降低到67%，最低投保金額為一個月60歐元。為鼓勵民眾主動購買此年金，國家會提供補助以及減稅補助。